# تپه نورعین
تپه نورعین مربوط به دوره اشکانیان - سده‌های میانه دوران‌های تاریخی پس از اسلام است و در شهرستان اراک، بخش مرکزی، دهستان شمس‌آباد، روستای نورعین واقع شده و این اثر در تاریخ ۱۸ اسفند ۱۳۸۷ با شمارهٔ ثبت ۲۵۰۷۴ به‌عنوان یکی از آثار ملی ایران به ثبت رسیده است.